# مستعر أعظم 1939C
SN 1939C هي مجرة تتبع كوكبة الملتهب. اكتشفها فريتز زفيكي في 17 يوليو 1939.

## روابط خارجية
- مستعر أعظم 1939C على موقع ويكي سكاي: DSS2, SDSS, GALEX, IRAS, Hydrogen α, X-Ray, Astrophoto, Sky Map, Articles and images